# Штрицек, Фолькер
Фолькер Штрицек (нем. Volker Strycek; род. 13 октября 1957, Эссен, Германия) — немецкий автогонщик.
В 1984 году он стал первым чемпионом в истории DTM за рулём BMW 635 CSi, не выиграв ни одной гонки.
После окончания карьеры в DTM Штрицек стал менеджером Opel, возглавив Opel Performance Center (OFC). Он тестировал Opel Calibra на трассе Нюрбургринг Нордшляйфе в 1999 году, и в 2002 году Штрицек тестировал Opel Astra там же. Установив лучшие круги, он решил, что эти машины подходят для трассы Нюрбургринг Нордшляйфе. В результате, несколько частных команд приняли участие в гонке "24 часа Нюрбургринга" в 2003 году, и Штрицек выиграл гонку "24 часа Нюрбургринга" в 2003 году. В 2004 году, они установили лучший круг.
Штрицек женат и имеет двоих детей. С 2006 года он является профессором в Берлинском техническом университете.